# فرانسيس روبنسون
فرانسيس روبنسون (بالإنجليزية: Frances Robinson)‏ هي ممثلة أمريكية، ولدت في 26 أبريل 1916 بجزيرة ستاتن في الولايات المتحدة، وتوفيت في 16 أغسطس 1971 بلوس أنجلوس في الولايات المتحدة.

## وصلات خارجية
- فرانسيس روبنسون على موقع IMDb (الإنجليزية)
- فرانسيس روبنسون على موقع قاعدة بيانات الفيلم (الإنجليزية)